# セ・ア・ヴィダ・エ〜幸せの合言葉
「セ・ア・ヴィダ・エ〜幸せの合言葉」(Se a vida é (That's the Way Life Is))は、ペット・ショップ・ボーイズの楽曲。6枚目のスタジオ・アルバム『バイリンガル』からの2枚目のシングルとして発売された。
ミュージック・ビデオにはエヴァ・メンデスが端役で出演している。ビデオの監督はブルース・ウェーバーが務めた。
日本ではCX系「FISワールド・カップ・スキー’96/’97」のオープニング・テーマに起用された。

## 収録曲
日本盤 3"シングル
1. セ・ア・ヴィダ・エ〜幸せの合言葉
2. ゴー・ウエスト